# AZS Legion Katowice
AZS Legion Katowice – pierwszy na Śląsku oraz piąty w Polsce klub lacrosse, jeden z 10 zespołów zgłoszonych do rozgrywek Polskiej Ligi Lacrosse w sezonie 2013/2014. Drużyna debiutowała w rozgrywkach w sezonie 2012/2013.

## Historia
Początki istnienia klubu datuje się na marzec 2010. Pomimo iż czyniono starania aby klub lacrosse powstał w Katowicach wcześniej, próby jego założenia nie przyniosły efektu. Dopiero w wyniku rekrutacji przeprowadzonej w marcu 2010 pojawiła się wystarczająca liczba zawodników aby ruszyć w pościg za założonymi wcześniej drużynami z Wrocławia, Poznania, Warszawy i Krakowa. Rok po założeniu (2011) klub został włączony w poczet członków AZS znajdującego się przy Uniwersytecie Śląskim. W sezonie 2012/2013, wraz z sześcioma innymi drużynami wystartował, jako debiutant, w rozgrywkach o mistrzostwo Polski. W pierwszym sezonie, po decyzji o odwołaniu turnieju o piąte miejsce, drużyna zajęła ostateczne siódme miejsce. Uczestnik turnieju Silesia Cup 2013 we Wrocławiu oraz Katowice Open I. W sezonie 2013/2014, uczestnik Polskiej Ligi Lacrosse, powiększonej o kolejne dwa zespoły, ligi polskiej.

## Nazwa
Zgodnie z trendem zapoczątkowanym przed drużyny Kosynierzy Wrocław, Poznań Hussars, Grom Warszawa zapanował zwyczaj nazywania zespołów od nazw jednostek militarnych oraz formacji wojskowych. Drużyna z Katowic nawiązała do tej niepisanej tradycji i za zgodą wszystkich członków drużyny przyjęła nazwę „Legion”. Jest to obecnie jedyna na Śląsku drużyna lacrosse. Gromadzi jednak w swoich szeregach zawodników z całego regionu.

## Rozgrywki

### Polska Liga Lacrosse 2013/2014
| Drużyna                | M. | Pkt. | Z  | P  | Br+ | Br- | Br.r |
| ---------------------- | -- | ---- | -- | -- | --- | --- | ---- |
| Ravens Łódź            | 12 | 24   | 12 | 0  | 139 | 15  | +124 |
| Korsarze Trójmiasto    | 12 | 21   | 9  | 3  | 52  | 34  | +18  |
| AZS Legion Katowice    | 12 | 17   | 5  | 7  | 38  | 55  | -17  |
| Ułani Lublin           | 12 | 15   | 3  | 9  | 34  | 75  | -41  |
| Kosynierzy „B” Wrocław | 12 | 13   | 1  | 11 | 14  | 98  | -84  |

| 12 października 201311:30 | AZS Legion Katowice | 3:2(0:0, 1:0, 0:1, 2:1) | Ułani Lublin | Ośrodek Sportowy Szopienice ul. 11 Listopada 16 40-387 Katowice Widzów: 50 |
| 12 października 201311:30 |                     | 3:2(0:0, 1:0, 0:1, 2:1) |              | Ośrodek Sportowy Szopienice ul. 11 Listopada 16 40-387 Katowice Widzów: 50 |

| 12 października 201315:30 | AZS Legion Katowice | 3:5(0:0, 0:2, 0:1, 3:2) | Korsarze Trójmiasto | Ośrodek Sportowy Szopienice ul. 11 Listopada 16 40-387 Katowice Widzów: 50 |
| 12 października 201315:30 |                     | 3:5(0:0, 0:2, 0:1, 3:2) |                     | Ośrodek Sportowy Szopienice ul. 11 Listopada 16 40-387 Katowice Widzów: 50 |

| 26 października 201212:00 | Kosynierzy „B” Wrocław | 3:7(0:1, 2:1, 1:2, 0:3) | AZS Legion Katowice | Boisko Szkoły Podstawowej nr 81, Gdańsk Osowa, ul. Siedleckiego 14 80-299 Gdańsk |
| 26 października 201212:00 |                        | 3:7(0:1, 2:1, 1:2, 0:3) |                     | Boisko Szkoły Podstawowej nr 81, Gdańsk Osowa, ul. Siedleckiego 14 80-299 Gdańsk |

| 26 października 201214:00 | Korsarze Trójmiasto | 6:0(2:0, 2:0, 1:0, 1:0) | AZS Legion Katowice | Boisko Szkoły Podstawowej nr 81, Gdańsk Osowa, ul. Siedleckiego 14 80-299 Gdańsk |
| 26 października 201214:00 |                     | 6:0(2:0, 2:0, 1:0, 1:0) |                     | Boisko Szkoły Podstawowej nr 81, Gdańsk Osowa, ul. Siedleckiego 14 80-299 Gdańsk |

| 9 listopada 201313:30 | Ravens Łódź | 9:1(3:0, 2:1, 4:0, 0:0) | AZS Legion Katowice | Stadion MOSiR, boisko boczne, ul. Hauke-Bosaka 1 24 – 100 Puławy |
| 9 listopada 201313:30 |             | 9:1(3:0, 2:1, 4:0, 0:0) |                     | Stadion MOSiR, boisko boczne, ul. Hauke-Bosaka 1 24 – 100 Puławy |

| 9 listopada 201315:30 | Ułani Lublin | 6:1(4:0, 1:0, 1:1, 0:0) | AZS Legion Katowice | Stadion MOSiR, boisko boczne, ul. Hauke-Bosaka 1 24 – 100 Puławy |
| 9 listopada 201315:30 |              | 6:1(4:0, 1:0, 1:1, 0:0) |                     | Stadion MOSiR, boisko boczne, ul. Hauke-Bosaka 1 24 – 100 Puławy |

| 6 kwietnia 201413:00 | Korsarze Trójmiasto | 4:1(1:1, 1:0, 1:0, 1:0) | AZS Legion Katowice | Kompleks boisk im. Włodzimierza Smolarka ul. Zamkowa 3/5 99-210 Uniejów |
| 6 kwietnia 201413:00 |                     | 4:1(1:1, 1:0, 1:0, 1:0) |                     | Kompleks boisk im. Włodzimierza Smolarka ul. Zamkowa 3/5 99-210 Uniejów |

| 6 kwietnia 201415:00 | Ravens Łódź | 12:1(4:1, 2:0, 3:0, 3:0) | AZS Legion Katowice | Kompleks boisk im. Włodzimierza Smolarka ul. Zamkowa 3/5 99-210 Uniejów |
| 6 kwietnia 201415:00 |             | 12:1(4:1, 2:0, 3:0, 3:0) |                     | Kompleks boisk im. Włodzimierza Smolarka ul. Zamkowa 3/5 99-210 Uniejów |

| 12 kwietnia 201412:00 | Ułani Lublin | 1:7(0:4, 0:1, 0:1, 1:1) | AZS Legion Katowice | Stadion Piłkarski „Sztabowa”, ul. Sztabowa 101 53-310 Wrocław |
| 12 kwietnia 201412:00 |              | 1:7(0:4, 0:1, 0:1, 1:1) |                     | Stadion Piłkarski „Sztabowa”, ul. Sztabowa 101 53-310 Wrocław |

| 12 kwietnia 201414:00 | Kosynierzy „B” Wrocław | 0:4(0:3, 0:0, 0:0, 0:1) | AZS Legion Katowice | Stadion Piłkarski „Sztabowa”, ul. Sztabowa 101 53-310 Wrocław |
| 12 kwietnia 201414:00 |                        | 0:4(0:3, 0:0, 0:0, 0:1) |                     | Stadion Piłkarski „Sztabowa”, ul. Sztabowa 101 53-310 Wrocław |

| 10 maja 201411:00 | AZS Legion Katowice | 9:1(1:1, 1:0, 2:0, 5:0) | Kosynierzy „B” Wrocław | Boisko MOSiR, ul. Boya-Żeleńskiego 96 C 40-750 Katowice |
| 10 maja 201411:00 |                     | 9:1(1:1, 1:0, 2:0, 5:0) |                        | Boisko MOSiR, ul. Boya-Żeleńskiego 96 C 40-750 Katowice |

| 10 maja 201415:00 | AZS Legion Katowice | 1:6(0:2, 0:0, 0:3, 1:1) | Ravens Łódź | Boisko MOSiR, ul. Boya-Żeleńskiego 96 C 40-750 Katowice |
| 10 maja 201415:00 |                     | 1:6(0:2, 0:0, 0:3, 1:1) |             | Boisko MOSiR, ul. Boya-Żeleńskiego 96 C 40-750 Katowice |

### Polska Liga Lacrosse 2012/2013
| Drużyna              | M. | Pkt. | Z | P | Br+ | Br- | Br.r |
| -------------------- | -- | ---- | - | - | --- | --- | ---- |
| Kosynierzy Wrocław   | 6  | 12   | 6 | 0 | 108 | 17  | +91  |
| LC Spartans Oświęcim | 6  | 10   | 4 | 2 | 45  | 19  | +26  |
| Grom Warszawa        | 6  | 10   | 4 | 2 | 67  | 35  | +32  |
| Kraków Kings         | 6  | 9    | 3 | 3 | 37  | 47  | -10  |
| Poznań Hussars       | 6  | 9    | 3 | 3 | 61  | 30  | +31  |
| Ravens Łódź          | 6  | 6    | 1 | 5 | 30  | 80  | -50  |
| AZS Legion Katowice  | 6  | 6    | 0 | 6 | 1   | 118 | -117 |

| 22 września 201216:15 | AZS Legion Katowice | 0:30(0:8, 0:6, 0:8, 0:8) | Kosynierzy Wrocław | Ośrodek Sportowy Szopienice ul. 11 Listopada 16 40-387 Katowice Widzów: 50 |
| 22 września 201216:15 |                     | 0:30(0:8, 0:6, 0:8, 0:8) |                    | Ośrodek Sportowy Szopienice ul. 11 Listopada 16 40-387 Katowice Widzów: 50 |

| 13 października 201214:00 | Poznań Hussars | 22:0(5:0, 6:0, 3:0, 8:0) | AZS Legion Katowice | Stadionie WKS Grunwald ul. Promienista 27 Widzów: 50 |
| 13 października 201214:00 |                | 22:0(5:0, 6:0, 3:0, 8:0) |                     | Stadionie WKS Grunwald ul. Promienista 27 Widzów: 50 |

| 28 października 201215:00 | AZS Legion Katowice | 0:11(0:2, 0:3, 0:2, 0:4) | LC Spartans Oświęcim | Stadion Śląski, boisko treningowe ul. Katowicka 10 41-500 Chorzów Widzów: 50 |
| 28 października 201215:00 |                     | 0:11(0:2, 0:3, 0:2, 0:4) |                      | Stadion Śląski, boisko treningowe ul. Katowicka 10 41-500 Chorzów Widzów: 50 |

| 10 listopada 201213:00 | Ravens Łódź | 13:1(4:0, 2:0, 6:1, 1:0) | AZS Legion Katowice | Ośrodek Sportowy AZS Łódź ul. Lumumby 22/26 Łódź Widzów: 20 |
| 10 listopada 201213:00 |             | 13:1(4:0, 2:0, 6:1, 1:0) |                     | Ośrodek Sportowy AZS Łódź ul. Lumumby 22/26 Łódź Widzów: 20 |

| 24 marca 201314:00 | AZS Legion Katowice | 0:25(0:7, 0:5, 0:6, 0:7) | Grom Warszawa | Ośrodek Sportowy Szopienice ul. 11 Listopada 16 40-387 Katowice |
| 24 marca 201314:00 |                     | 0:25(0:7, 0:5, 0:6, 0:7) |               | Ośrodek Sportowy Szopienice ul. 11 Listopada 16 40-387 Katowice |

| 7 kwietnia 201315:30 | Kraków Kings | 17:0(5:0, 7:0, 3:0, 2:0) | AZS Legion Katowice | Centrum Rozwoju Com-Com Zone Kraków – Nowa Huta ul. Ptaszyckiego 6 31-979 Kraków |
| 7 kwietnia 201315:30 |              | 17:0(5:0, 7:0, 3:0, 2:0) |                     | Centrum Rozwoju Com-Com Zone Kraków – Nowa Huta ul. Ptaszyckiego 6 31-979 Kraków |

### Turniej Katowice Coal Cup

#### Coal Cup 2013
W sezonie 2013/2014 Polskiej Ligi Lacrosse, po rozgrywkach miały mieć miejsce mecze play-off o mistrzostwo oraz turniej o piąte miejsce. Rozgrywki play-off zostały rozegrane, natomiast na wiosek drużyny Poznań Hussars oraz prezesa Polskiej Ligi Lacrosse, turniej o piąte miejsce został odwołany. Została zachowana kolejność drużyn na koniec rundy zasadniczej. W związku z tym faktem drużyny z Katowic oraz z Łodzi postanowiły rozegrać turniej towarzyski, który odbył się 29 czerwca 2013, pod roboczą nazwą „Katowice Open 2013”. Zamiast drużyny z Poznania została zaproszona drużyna Ułanów Lublin. Turniej był rozgrywany w formie dwóch meczów z każdym przeciwnikiem, dwa razy po dwadzieścia minut każdy.
- AZS Legion Katowice – Ravens Łodź 2:4
- Ravens Łódź – Ułani Lublin 5:1
- AZS Legion Katowice – Ułani Lublin 3:1
- Ravens Łódź – AZS Legion Katowice 3:0
- Ułani Lublin – Ravens Łódź 1:6
- Ułani Lublin – AZS Legion Katowice 2:3

| Drużyna             | M. | Pkt. | Z | P | Br+ | Br- | Br.r |
| ------------------- | -- | ---- | - | - | --- | --- | ---- |
| Ravens Łódź         | 4  | 8    | 4 | 0 | 18  | 4   | +14  |
| AZS Legion Katowice | 4  | 6    | 2 | 2 | 7   | 10  | -3   |
| Ułani Lublin        | 4  | 4    | 0 | 4 | 5   | 16  | -11  |

#### Coal Cup 2014
Druga edycja katowickiego turnieju odbyła się w dniu 28 czerwca 2014. Tym razem turniej miał formułę międzynarodową. Poza drużynami z polski w turnieju wystąpiła drużyna ze Słowacji. Mecze były rozgrywane, podobnie jak w pierwszej edycji, w systemie 2x20 minut. W turnieju prócz gospodarzy AZS Legion Katowice, wystąpiły drużyny: Kraków Kings, HeadHunterz Prievidza, Ułani Lublin oraz zespół „Open Team”. Skład „open team” stanowili w głównej mierze zawodnicy drużyny Kosynierzy Wrocław oraz Spartans Oświęcim. W finałowym turnieju „Open Team” pokonała drużynę ze Słowacji 6:4.
- AZS Legion Katowice – Kraków Lacrosse Kings 1:6 (1:4,0:2)
- Ułani Lublin Lacrosse Club – HeadHunterz Lacrosse Team 1:5 (1:3,0:2)
- AZS Legion Katowice – Open Team 1:8 (0:5,1:3)
- Kraków Kings Lacrosse – Ułani Lublin Lacrosse Club 7:3 (5:2,2:1)
- HeadHunterz Lacrosse Team – Open Team 5:6 (4:3,1:3)
- AZS Legion Katowice – Ułani Lublin Lacrosse Club 4:3 (1:0,2:3,1:0)
- HeadHunterz Lacrosse Team – Kraków Lacrosse Kings 7:6 (3:3,3:3,1:0)
- Open Team – Ułani Lublin Larossse Club 11:3 (6:1,5:2)
- AZS Legion Katowice – HeadHunterz Lacrosse Team 6:8 (4:2,2:6)
- Kraków Lacrosse Kings – Open Team 2:6 (2:4,0:2)

| Drużyna               | M. | Pkt. | Z | R | P | Br+ | Br- | Br.r |
| --------------------- | -- | ---- | - | - | - | --- | --- | ---- |
| Open Team             | 4  | 8    | 4 | 0 | 0 | 31  | 11  | +20  |
| HeadHunterz Prievidza | 4  | 6    | 3 | 0 | 1 | 25  | 19  | +6   |
| Kraków Kings          | 4  | 5    | 2 | 1 | 1 | 21  | 17  | +4   |
| AZS Legion Katowice   | 4  | 2    | 1 | 0 | 3 | 12  | 25  | -13  |
| Ułani Lublin          | 4  | 1    | 0 | 1 | 3 | 10  | 27  | -17  |

FINAŁ
Open Team – HeadHunterz Lacrosse Team 6:4 (2:3,4:1)

## Sekcja żeńska
AZS Legion Katowice to również sekcja żeńska. Rozpoczęła swoją działalność w marcu 2013 roku. Obecnie jest w trakcie formowaniu pierwszego zespołu.